# Museu Aeroespacial
Le Museu Aeroespacial est un musée brésilien consacré à l'histoire aéronautique du pays. Il est situé avenue Marechal Fontenele, à Campo dos Afonsos, Rio de Janeiro, berceau de l'aviation militaire brésilienne. Le musée, inauguré le 18 octobre 1976, occupe une surface couverte de 16 000 m2 et abrite une précieuse collection pour l'histoire de l'aviation brésilienne et mondiale.

## Aéronefs exposés
Dans l'ordre alphabétique :
- Aerotec Uirapuru
- Beechcraft Staggerwing
- Beechcraft AT-11 Kansan
- Beechcraft D18S
- Bell 47J
- Bell 206 JetRanger
- Bensen B-8M
- Boeing-Stearman A-75 L3
- Bücker Bü 131D-2 Jungmann
- CAP-4 Paulistinha
- Caudron G.3
- Cessna L-19 Bird Dog
- Cessna AT-17 Bobcat
- Cessna T-37
- CNNA HL-6B
- Consolidated PBY Catalina
- Curtiss C-46 Commando
- Curtiss N2C Fledgling
- Curtiss P-40N
- Dassault Mirage III EBR
- De Havilland DH.89 Dragon Rapide
- De Havilland DH.82A Tiger Moth
- De Havilland Canada DHC-5 Buffalo
- Douglas A-20 Havoc
- Douglas A-26 Invader
- Douglas C-47 Skytrain
- Douglas DC-3
- Eipper Quicksilver MXL
- Embraer EMB-326 Xavante
- Embraer EMB-110 Bandeirante
- Aeritalia-Macchi-Embraer AMX
- Fairchild 22
- Fairchild 24 W41 Forwarder
- Fairchild PT-19 Cornell
- Fairchild C-119 Flying Boxcar
- Fairchild Hiller FH-1100
- Focke-Wulf Fw 44
- Focke-Wulf Fw 58 B-2 Weihe
- Fokker S.11 Instructor
- Fokker S.12
- Fouga CM-170 Magister
- Gloster Meteor F.8
- Gloster Meteor T.7
- Grumman G-44 Widgeon
- Grumman HU-16 Albatross
- Grumman S-2 Tracker
- Hawker Siddeley 125
- Hawker Siddeley HS.748
- IPT-0 Bichinho II
- Jacobs Hols der Teufel
- Lockheed P-80 Shooting Star
- Lockheed F-104 Starfighter
- Lockheed P-2 Neptune
- Lockheed T-33 Silver Star
- Lockheed L-18 Lodestar
- Lockheed L-188 Electra
- Morane-Saulnier MS.760 Paris
- Muniz M-7
- Neiva L-6 Paulistinha
- Neiva YL-42 Regente
- Neiva YT-25 Universal
- Nieuport 21 E.1
- North American B-25 Mitchell
- North American F-86 Sabre
- North American T-6 Texan
- North American T-28 Trojan
- Northrop F-5B
- Pilatus P-3
- Piper L-4
- Republic P-47 Thunderbolt
- Santos-Dumont 14-bis
- Santos-Dumont Demoiselle
- Stearman A-76
- Stinson Reliant
- Vickers Viscount
- Vultee BT-15 Valiant
- Waco CJC
- Waco CPF-5
- Waco CSO
- Waco RNF
- Westland Wasp HAS.1